# Natação nos Jogos Olímpicos de Verão de 1988 - 1500 m livre masculino
A competição dos 1500 metros livre masculino da natação nos Jogos Olímpicos de Verão de 1988 foi disputada no dia 23 de setembro no  Jamsil Indoor Swimming Pool em Seul, Coreia do Sul.

## Medalhistas
| Ouro   | URS Vladimir Salnikov |
| Prata  | FRG Stefan Pfeiffer   |
| Bronze | GDR Uwe Daßler        |

## Recordes
Antes desta competição, os recordes mundiais e olímpicos da prova eram os seguintes:
| Tipo | Atleta                  | Tempo    | Local                   | Data                    |
| ---- | ----------------------- | -------- | ----------------------- | ----------------------- |
|      | Vladimir Salnikov (URS) | 14:54.76 | Moscou, União Soviética | 22 de fevereiro de 1983 |
|      | URS Vladimir Salnikov   | 14:58.27 | Moscou, União Soviética | 22 de fevereiro de 1980 |

## Resultados

### Eliminatórias
Rule: The eight fastest swimmers advance to final A (Q).
| Pos. | Raia | Nadador              | CON                    | Tempo    | Notas |
| ---- | ---- | -------------------- | ---------------------- | -------- | ----- |
| 1    | 5    | Matt Cetlinski       | USA Estados Unidos     | 15:07.41 | Q     |
| 2    | 4    | Vladimir Salnikov    | URS União Soviética    | 15:07.83 | Q     |
| 3    | 3    | Stefan Pfeiffer      | FRG Alemanha Ocidental | 15:07.85 | Q     |
| 4    | 4    | Uwe Daßler           | GDR Alemanha Oriental  | 15:08.91 | Q     |
| 5    | 4    | Mariusz Podkościelny | POL Polônia            | 15:11.19 | Q     |
| 6    | 4    | Jörg Hoffmann        | GDR Alemanha Oriental  | 15:14.13 | Q, WD |
| 7    | 5    | Rainer Henkel        | FRG Alemanha Ocidental | 15:14.64 | Q     |
| 8    | 5    | Darjan Petrič        | YUG Iugoslávia         | 15:16.99 | Q     |
| 9    | 3    | Kevin Boyd           | GBR Grã-Bretanha       | 15:17.56 | Q     |
| 10   | 5    | Luca Pellegrini      | ITA Itália             | 15:18.80 |       |
| 11   | 4    | Michael McKenzie     | AUS Austrália          | 15:19.36 |       |
| 12   | 3    | Christophe Marchand  | FRA França             | 15:22.19 |       |
| 13   | 4    | Franck Iacono        | FRA França             | 15:22.66 |       |
| 14   | 5    | Jason Plummer        | AUS Austrália          | 15:22.85 |       |
| 15   | 2    | Valter Kalaus        | HUN Hungria            | 15:23.01 |       |
| 16   | 3    | Christopher Chalmers | CAN Canadá             | 15:23.22 |       |
| 17   | 5    | Stefan Persson       | SWE Suécia             | 15:24.33 |       |
| 18   | 4    | Igor Majcen          | YUG Iugoslávia         | 15:29.16 |       |
| 19   | 3    | Harry Taylor         | CAN Canadá             | 15:30.31 |       |
| 20   | 3    | Stefano Battistelli  | ITA Itália             | 15:36.54 |       |
| 21   | 4    | Artur Wojdat         | POL Polônia            | 15:37.52 |       |
| 22   | 5    | Tony Day             | GBR Grã-Bretanha       | 15:38.75 |       |
| 23   | 3    | Lars Jorgensen       | USA Estados Unidos     | 15:39.51 |       |
| 24   | 5    | Wang Dali            | CHN China              | 15:45.96 |       |
| 25   | 2    | Masashi Kato         | JPN Japão              | 15:47.35 |       |
| 26   | 2    | Cristiano Michelena  | BRA Brasil             | 15:50.50 |       |
| 27   | 2    | Yoshiyuki Mizumoto   | JPN Japão              | 15:52.06 |       |
| 28   | 2    | Norbert Ágh          | HUN Hungria            | 15:52.80 |       |
| 29   | 2    | Jeffrey Ong          | MAS Malásia            | 15:53.67 |       |
| 30   | 2    | Artur Costa          | POR Portugal           | 15:56.13 |       |
| 31   | 2    | Ragnar Guðmundsson   | ISL Islândia           | 15:57.54 |       |
| 32   | 3    | David Castro         | BRA Brasil             | 15:57.89 |       |
| 33   | 1    | Wu Ming-hsun         | TPE Taipé Chinês       | 15:59.74 |       |
| 34   | 1    | Yang Wook            | KOR Coreia do Sul      | 16:21.10 |       |
| 35   | 1    | Jonathan Sakovich    | GUM Guam               | 16:26.77 |       |

### Final
| Pos.              | Raia | Nadador              | CON                    | Tempo    | Notas |
| ----------------- | ---- | -------------------- | ---------------------- | -------- | ----- |
| Medalha de ouro   | 5    | Vladimir Salnikov    | URS União Soviética    | 15:00.40 |       |
| Medalha de prata  | 3    | Stefan Pfeiffer      | FRG Alemanha Ocidental | 15:02.69 |       |
| Medalha de bronze | 6    | Uwe Daßler           | GDR Alemanha Oriental  | 15:06.15 |       |
| 4                 | 4    | Matthew Cetlinski    | USA Estados Unidos     | 15:06.42 |       |
| 5                 | 2    | Mariusz Podkościelny | POL Polônia            | 15:14.76 |       |
| 6                 | 7    | Rainer Henkel        | FRG Alemanha Ocidental | 15:18.19 |       |
| 7                 | 8    | Kevin Boyd           | GBR Grã-Bretanha       | 15:21.16 |       |
| 8                 | 1    | Darjan Petrič        | YUG Iugoslávia         | 15:37.12 |       |